# قورباغه گلخانه
قورباغه گلخانه (نام علمی: Eleutherodactylus planirostris) نام یک گونه از سرده آزادانگشت است.